# Glacera Viedma

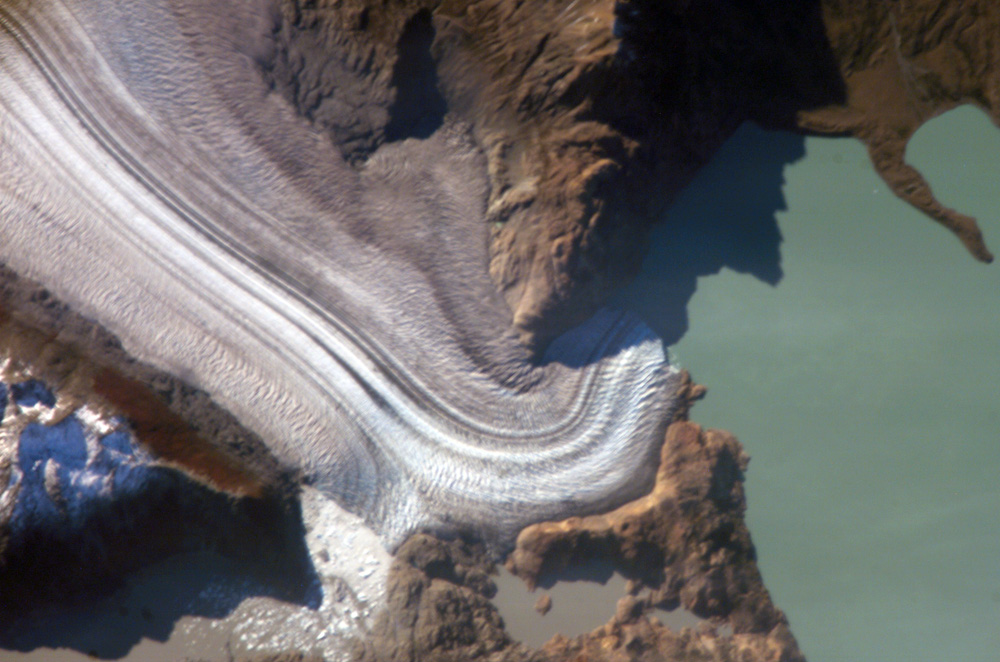
La fi d'una glacera de la glacera Viedma quan entra al llac Viedma. El gel és visible en el fons on la glacera es bifurca a l'esquerra. La forquilla dreta acaba en un penya-segat, NASA

La glacera Viedma és una glacera situada en part a la zona de litigi del camp de gel Patagó Sud, entre Xile i l'Argentina. En el costat argentí la glacera integra el Parc Nacional Los Glaciares, província de Santa Cruz, mentre que en el costat xilè la glacera forma part del Parc Nacional Bernardo O'Higgins, i se situa a la regió de Magallanes. El sector oriental de la glacera, en la seva desembocadura en el llac Viedma, és completament argentí, mentre que el seu sector occidental és reclamat per tots dos països com a part dels seus respectius territoris, a excepció dels extrems del vessant nord que, descendint del camp de gel, parteixen de territori xilè.
És la glacera més gran del Parc Nacional Los Glaciares, seguida per Upsala i la segona més gran de l'hemisferi sud solament després de la glacera Pío XI. El seu naixent es troba al SE del volcà Lautaro i la seva longitud és de 70 km; per tal motiu és la glacera més llarga de Sud-amèrica. És coneguda a més per les tres bandes de cendres producte d'erupcions passades d'aquest volcà. Descendeix del camp de gel Patagó Sud i corre en un canó format entre els turons Huemul i Campana, per finalment desembocar sobre el llac Viedma.
El front de la glacera es pot observar en embarcacions des del llac Viedma i té 2,5 quilòmetres d'ample per 50 metres d'altura. La superfície total arriba als 977 km². Dins de la glacera es destaca el nunatak Viedma.

## Excursions turístiques
La glacera és un dels principals atractius de la localitat turística del Chaltén. Existeix un concessionari de parcs nacionals que realitza excursions turístiques de diversa índole:
- Opció "Viedma Light" (excursió al capdavant de la glacera): es realitza un viatge en catamarà que recorre el front glacial i el llac Viedma. L'excursió surt del moll de badia Túnel, que es troba a 18 km del Chaltén. Dura dues hores i mitja.
- Opció "Ice Trek" (navegació a la glacera i tresc): es realitza una excursió de sis hores que inclouen un viatge amb vaixell a la glacera i un recorregut de dues hores i mitja i 400 m sobre la glacera fent tresc senzill amb grampons.
- Opció "Viedma-pro" (escalada en el gel): una excursió de nou hores que inclou escalada en el gel.